# Festival MASTAI
MASTAI es un festival de música variada, organizado por 300 Producciones que tiene como características principales la diversidad, la integración y la libertad, sin marcas ni auspiciantes.
MASTAI es una palabra originaria que significa encuentro de gente de los 4 puntos cardinales. 
Con el mismo espíritu que la primera edición realizada el 16 de noviembre de 2012, donde asistieron más de 20 mil personas, el 14 de noviembre de 2015 se volvió a realizar el festival de MASTAI en el mismo lugar que la primera vez el EXbalneario Municipal San Pedro, ubicado en la zona norte de la ciudad frente al río Paraná, el festival comenzó a las 14:00 y finalizó a las 00.30 de la madrugada.

## Organización
En 2014 la empresa organizadora de evento 300 Producciones, se contactó con el intendente de la ciudad, en ese entonces Pablo Guacone para analizar la posibilidad de realizar una segunda edición del festival MASTAI. El intendente se reunión con los organizadores para negociar.
En 2015 una reunión realizada en la oficina del nuevo ejecutivo local Fabio Giovanettoni, quién había asumido como intendente interino del municipio a fines del 2014, y los representantes de la empresa 300 Producciones comenzaron a darle forma al festival de rock a realizarse en los próximos meses del año 2015 en el Exbalneario Municipal.
El 28 de agosto de 2015, el intendente Fabio Giovanettoni se reunión en la municipalidad de San Pedro para firmará el contrato con la empresa “300 Producciones” para que el Festival Mastai se lleve nuevamente a cabo en esa ciudad.

## Artistas
En el lugar donde se realizó el festival se armaron 2 escenarios, uno ubicado al norte y el otro al oeste. 
| Escenario norte | Escenario oeste |
| --- | --- |
| - Buenos Aires Karma - Los Tabaleros - El Plan de la Mariposa - Onda Vaga - Damas Gratis - Divididos - No te va Gustar | - Contravos - Cuatro Pesos de Propina - Los Pérez García - Boom Boom Kid - Lisandro Aristimuño - Ciro y los Persas - Manu Chao - La Ventura (cierre) |

## Festival MASTAI 2012
- Datos: Q21451634